# Bloodhound Gang
I Bloodhound Gang sono stati un gruppo musicale rock statunitense, in attività dal 1992 al 2015.

## Storia del gruppo

### Gli inizi
Il gruppo, originario di Quakertown in Pennsylvania, fu fondato nel 1992 e deve il suo nome ad uno sketch televisivo (The Bloodhound Gang, appunto) del programma 3-2-1 Contact, tant'è che sul sito della band si può trovare il motivetto introduttivo degli sketch.

### Il successo
Conosciuti per il loro humor osceno e spesso offensivo, i Bloodhound Gang non avevano scrupoli sul parlare di argomenti tabù come il razzismo, l'omosessualità, la pornografia, i sequestri di bambini e l'incesto, in testi bizzarri. Un'altra caratteristica dei testi della band è la elaborata ricercatezza di metafore, similitudini e giochi di parole per citare i loro riferimenti nella cultura pop, come ad esempio:
- You came twice last year like a Sears catalog

Sei venuta due volte l'anno scorso, come il catalogo della Sears
- Times New Roman, you know the type

Times New Roman, conosci il tipo (gioco di parole in lingua originale fra il carattere tipografico (type) Times New Roman e "type" inteso come "(personalità del) tipo/soggetto".
- You and me baby ain't nothin' but mammals so let's do it like they do on the Discovery Channel

Io e te, baby, non siamo altro che mammiferi, perciò facciamolo, come lo fanno su Discovery Channel
- Put your hands down my pants, and I'll bet you'll feel nuts

Metti le mani sotto i miei pantaloni, scommetto che impazzirai (Si tratta di un gioco di parole, dal momento che nuts, oltre al significato astratto di "impazzire", letteralmente significa "nocciole", ed è un termine gergale che denota i testicoli. La frase potrebbe quindi essere anche tradotta con Metti le mani sotto i miei pantaloni, scommetto che sentirai le palle)
- If I wanna be repeatedly shit on I'd go make Dutch porn

Se volessi che mi cagassero addosso ripetutamente andrei a fare pornografia olandese
- If I wanted to see stars, I'd watch the Academy Awards

Se volessi vedere le stelle, guarderei gli Oscar
- Come quicker than FedEx

Vieni più veloce della FedEx
Il gruppo è noto principalmente per il singolo The Bad Touch, nel cui video i ragazzi della band andavano in giro per Parigi in costumi da scimmia, canzone che fu remixata in versione dance dal gruppo italiano Eiffel 65. Il video divenne un tormentone al Total Request Live di MTV e spinse l'album Hooray for Boobies ad ottenere il disco di platino (1.000.000 di copie vendute). Nel settembre 2009 The Bad Touch viene inclusa nella colonna sonora di Gamer di Mark Neveldine e Brian Taylor, film con protagonista Gerard Butler e basato su videogiochi futuristici.
Un altro celebre singolo del gruppo è Fire Water Burn che parla di un ragazzino che vuole comportarsi come un criminale dei bassifondi, ma non ci riesce. Celebre è la frase del ritornello The roof/The roof/The roof is on fire/We don't need no water/Let the motherfucker burn/Burn motherfucker burn (Il tetto/il tetto sta andando a fuoco/non ci serve acqua/lasciate bruciare il figlio di puttana/brucia figlio di puttana, brucia). Il testo è ispirato da un pezzo del 1985, The Roof is on fire di Rock Master Scott. Nel 2004 è stata utilizzata come colonna sonora nel film Fahrenheit 9/11.
La band ha anche fatto diverse apparizioni a Jackass e Viva La Bam, entrambi show di MTV, grazie alle loro amicizie con alcuni membri di questi programmi. Il bassista Evil Jared Hasselhoff si è spogliato nudo a TV Total, un programma dal vivo su Pro7, una televisione tedesca. Alcuni in Germania hanno comparato quel gesto al controverso Super Bowl di Janet Jackson. Nel 2003 il gruppo ha pubblicato un DVD intitolato One Fierce Beer Run, che racconta il loro One Fierce Beer Run tour nel 1997.

### Eventi successivi
L'ultimo album dei Bloodhound Gang, Hefty Fine, è uscito il 27 settembre 2005. Il titolo viene da una puntata di Viva La Bam intitolata Caccia allo spazzino nel quale Evil Jared Hasselhof venne arrestato e Jimmy Pop fu costretto a pagare una forte multa (Hefty Fine, appunto) per il suo rilascio. Il titolo originale Heavy Flow (Flusso abbondante), fu scartato quando si accorsero che l'amico musicista Moby aveva scritto un pezzo con lo stesso nome.
Il video del primo singolo Foxtrot Uniform Charlie Kilo (è la pronuncia in alfabeto fonetico NATO di "fuck"' e per questo censurato da alcune radio), è stato presente in onda sui canali musicali. Anche se la traccia No Hard Feelings è entrata nella top 50 della classifica Modern Rock, il loro secondo singolo è stato Uhn Tiss Uhn Tiss Uhn Tiss (utilizzata in uno spot Blaupunkt). Un'altra canzone dal nuovo album, Pennsylvania, ha dato il via a una loro campagna per sostituire l'inno della Pennsylvania con questo loro pezzo.
Nell'estate 2007 è uscito il singolo Screwing You On The Beach At Night, il cui video è una parodia del celebre video Wicked Game di Chris Isaak.

## Formazione

### Ultima
- Jimmy Pop - voce, chitarra
- DJ Q-Ball - voce, giradischi, campionatore, programmazione
- Evil Jared Hasselhoff - basso, seconda voce
- Daniel P. Carter - chitarra, tastiere, sintetizzatori, pianoforte, seconda voce
- Adam "The Yin" Perry - batteria

### Ex componenti
- Lüpüs Thünder
- Bubba K Love
- Blue
- Byron
- Daddy Long Legs
- Foof
- Lazy I
- M.S.G.
- Piddly B
- Skip O'Pot2Mus
- Slave One
- Spanky G
- Tard-E-Tard
- Willie The New Guy
- White Steve
- Mr. Stinky Boots

## Discografia

### Album in studio
- 1995 – Use Your Fingers
- 1996 – One Fierce Beer Coaster
- 1999 – Hooray for Boobies
- 2005 – Hefty Fine
- 2015 – Hard-Off

### EP
- 1994 – Dingleberry Haze
- 1996 – One Censored Beer Coaster

### Raccolte
- 2009 – Playlist Your Way
- 2010 – Show Us Your Hits

### Album video
- 2003 – One Fierce Beer Run